# Korzenie niebios
Korzenie niebios (wł. Le Radici del Cielo) – postapokaliptyczna powieść autorstwa włoskiego pisarza Tullio Avoledo. Po raz pierwszy wydana we Włoszech przez wydawnictwo Multiplayer Edizioni w 2012 roku. W Polsce wydana przez Insignis Media w 2013 roku.

## Fabuła
Książka przedstawia losy ludzi, którzy przed atakiem nuklearnym ukryli się w katakumbach Watykanu. Kościół katolicki pozbawiony papieża traci zwolenników. John Daniels, jezuita, a obecnie także jedyny członek Kongregacji Nauki Wiary zostaje wysłany z niezwykle niebezpieczną misją. Z polecenia kardynała kamerlinga, najwyższego stopniem przedstawiciela Kościoła, ma odnaleźć patriarchę Wenecji. Dopiero wtedy można będzie rozpocząć konklawe i wybrać nową głowę kościoła. Siedmiu żołnierzy Gwardii Szwajcarskiej towarzyszy Danielsowi, aby upewnić się, że zadanie zostanie wykonane za wszelką cenę.